# Astridia dulcis
Astridia dulcis är en isörtsväxtart som beskrevs av L. Bol. Astridia dulcis ingår i släktet Astridia och familjen isörtsväxter. Inga underarter finns listade i Catalogue of Life.